# Karel Kaers
Karel Kaers (Vosselaar, 3 giugno 1914 – Anversa, 20 dicembre 1972) è stato un ciclista su strada e pistard belga.
Professionista dal 1933 al 1948, vinse un Giro delle Fiandre e fu campione del mondo su strada nel 1934.

## Carriera
Kaers colse diversi successi sia su pista, dove fra tutte vinse la Sei Giorni di Parigi, che su strada, dove riuscì a vincere i Campionati del mondo del 1934, i Campionati belgi del 1937 e il Giro delle Fiandre del 1939.
La vittoria ai mondiali di Lipsia del 1934, avvenuta a soli vent'anni battendo Learco Guerra in volata, fa tuttora di Kaers il più giovane iridato della storia del ciclismo.
Il suo spunto veloce gli permise di vincere numerose kermesse e circuiti, cosa che gli valse anche il soprannome di Re delle Kermesse.
Dopo il ritiro svolse l'attività di tecnico giovanile al Palazzo dello Sport di Anversa.

## Palmarès

### Strada
- 1930 (debuttanti)

Campionati belgi, Prova in linea
- 1932 (juniors)

Étoile de Juniors
- 1934

Campionati del mondo, Prova in linea
- 1935

Groote Mei Prijs Hoboken
- 1937

Campionati belgi, Prova in linea
Circuito di Parigi
Groote Mei Prijs Hoboken
Nationale Sluitingsprijs
- 1938

1ª tappa Parigi-Saint'Etienne
- 1939

Giro delle Fiandre
Prix Torpedo a Schweinfurt
- 1941

Omloop der Vlaamse Gewesten

#### Altri successi
- 1930 (debuttanti)

Criterium di Oostende
- 1933

Criterium di Oostende
Criterium di Vosselaar
- 1934

Kermesse di Anversa
Criterium di Blankenberge
Criterium di Sombreffe
Criterium di Zurigo
Criterium di Ossendrecht
Criterium di Kontich
Criterium di Turnhout
- 1935

Acht van Chaam
- 1936

Acht van Chaam
Criterium di Den Bosch
Criterium di Bar le Duc
Kermesse di Anversa
Kermesse di Muizen
Kermesse di Shaerbeek
- 1937

Kermesse di Anversa
Criterium di Bar le Duc
Criterium di Zurigo
Criterium di Brasschaat
- 1938

Criterium di Bruxelles
Acht van Chaam
Criterium di Wouw
- 1939

Criterium di Liegi
- 1940

Criterium di Bruxelles
Criterium di Malines
Kermesse di Mechelen
- 1941

Criterium di Namur
- 1942

Criterium di Wakken
Circuito di Courtrai
Circuito di Herentals
Circuito di Hoboken
Circuito di Namur
Circuito di Wakken
- 1943

Kermesse di Anversa
Criterium di Herentals
Criterium di Ougree
- 1946

Criterium di Zurigo

### Pista
- 1931 (junior)

Campionati belgi, Velocità Junior
- 1932 (junior)

Campionati belgi, Velocità Junior
- 1938

Sei giorni di Parigi (con Albert Billiet)
- 1939

Campionati belgi, Inseguimento individuale
Sei giorni di Londra (con Omer De Bruycker)
Sei giorni di Copenaghen (con Omer De Bruycker)
- 1940

Sei giorni di Bruxelles (con Omer De Bruycker)
- 1943

Tre giorni di Anversa (con Achiel Bruneel)

## Piazzamenti

### Classiche monumento
- Parigi-Roubaix

1936: 17º
1938: 12º
1939: 67º
- Giro delle Fiandre

1939: vincitore

### Competizioni mondiali
- Campionati del mondo

Lipsia 1934 - In linea: vincitore
Copenaghen 1937 - In linea: ritirato